# Тёрнера шиловидная
Тёрнера шиловидная (лат. Turnera subulata) — это вид цветущего полукустарника семейства Страстоцветные (Passifloraceae), произрастающего в Центральной и Южной Америке, от юга Панамы до Бразилии. Он хорошо известен во многих других местах с теплым климатом как интродуцированный вид, в таких как Малайзия, Индонезия, несколько других островах Тихого океана, Карибского бассейна и Флориды в Соединенных Штатах.  
Его обычно выращивают как садовый цветок, но из-за его высокой приспособляемости он также известен как садовый сорняк. 

## Этимология
Род Turnera был назван в честь Уильяма Тёрнера (ок. 1508–1568), орнитолога и ботаника, которого часто называют «отцом английской ботаники». Видовой эпитет subulata происходит от латинского subula – шило, шилообразное.
Часто встречающиеся обиходные названия в местах произрастания (в буквальном переводе на русский язык): белая ольха, цветок политика, чашка белого масла или кубок белого масла, темноглазая турнера, турнера с чёрными глазами. В Англии это растение известно под названием Белый лютик.

## Описание
Многолетняя травянистое растение, растущее из толстого стержневого корня и деревянистого основания стебля. Максимальная высота достигает около 80 см. Листья примерно овальной формы с зубчатыми краями. Нижняя сторона железистая и покрыта белыми волосками. Верхняя поверхность также может быть несколько волосистой. Листьев длиной до 9 см.

### Цветок
Цветки располагаются в пазухах листьев, в чашечках волосистых железистых чашелистиков . Цветки имеют форму диска или воронки, лепестки округлые или овальные, самый длинный из которых превышает 3 см. Они белые или желтоватые с более темным основанием. Тёмные пятна у основания — указатели нектара. Центр цветка шероховатый, на ощупь напоминает кошачий язык.  Цветы растут круглый год, обычно раскрываются рано утром и закрываются около 11 часов утра 
Растение опыляется различными насекомыми. Обычным опылителем является вид пчёл Protomeliturga Turnerae, который предпочитает только нектар тёренеры и полностью зависят от него в размножении. Например, пчела-самец строит свою территорию вокруг растения. Другие насекомые, наблюдаемые на растении, включают многие другие виды пчел, такие как Trigona spinipes, Frieseomelitta doederleinii и Plebeia flavocinta, бабочки, такие как Nisoniades macarius и Urbanus dorantes, а также жук Pristimerus Calcaratus . 

### Плоды и семена
Плод — волосистая коробочка, содержащая семена с белыми зернышками.  Семена разносят муравьи, которых, вероятно, привлекает высокое содержание в них липидов. 

## Гетеростилия
Как и большинство других представителей рода этот вид гетеростилен, с двумя морфами. У морфа «pin» цветки длинные, а у морфа «thrum» — короткие. Обе морфы производят одинаковое количество пыльцы . В одном исследовании сообщалось, что во время опыления булавочные цветки получают больше пыльцы от цветков трума, чем от других булавочных цветков.  Гены, вызывающие этот диморфизм в размерах стилей, являются предметом текущих исследований. К настоящему времени установлено, что короткие столбики содержат белки полигалактуроназы, отсутствующие в длинных столбиках. 

## Традиционная медицина
Это растение, как и другие растения рода Turnera, широко используется в народной медицине на протяжении веков,  главным образом в тропических и субтропических регионах. В Южной Америке экстракт листьев используется для лечения многих заболеваний, таких как диабет, гипертония, опухоли, грипп, хронические боли и воспаления. Оно в основном используется в северо-восточном регионе Бразилии, где его также применяют для лечения аменореи и дисменреи, употребляя в виде чая или настоев.  
Хотя о его медицинских свойствах мало что известно, в ходе испытаний этот вид продемонстрировал антиоксидантное, антибактериальное и противовоспалительное действие,  , а также модулирует действие некоторых лекарств. 